# Бутоју де Жос (Дамбовица)
Бутоју де Жос (рум. Butoiu de Jos) насеље је у Румунији у округу Дамбовица у општини Хулубешти. Oпштина се налази на надморској висини од 246 m.

## Становништво
Према подацима из 2002. године у насељу је живело 949 становника, од којих су сви румунске националности.